# Proscissio albiceps
Proscissio albiceps là một loài ruồi trong họ Tachinidae.